# North American Charging Standard

NACS Steckkontakt

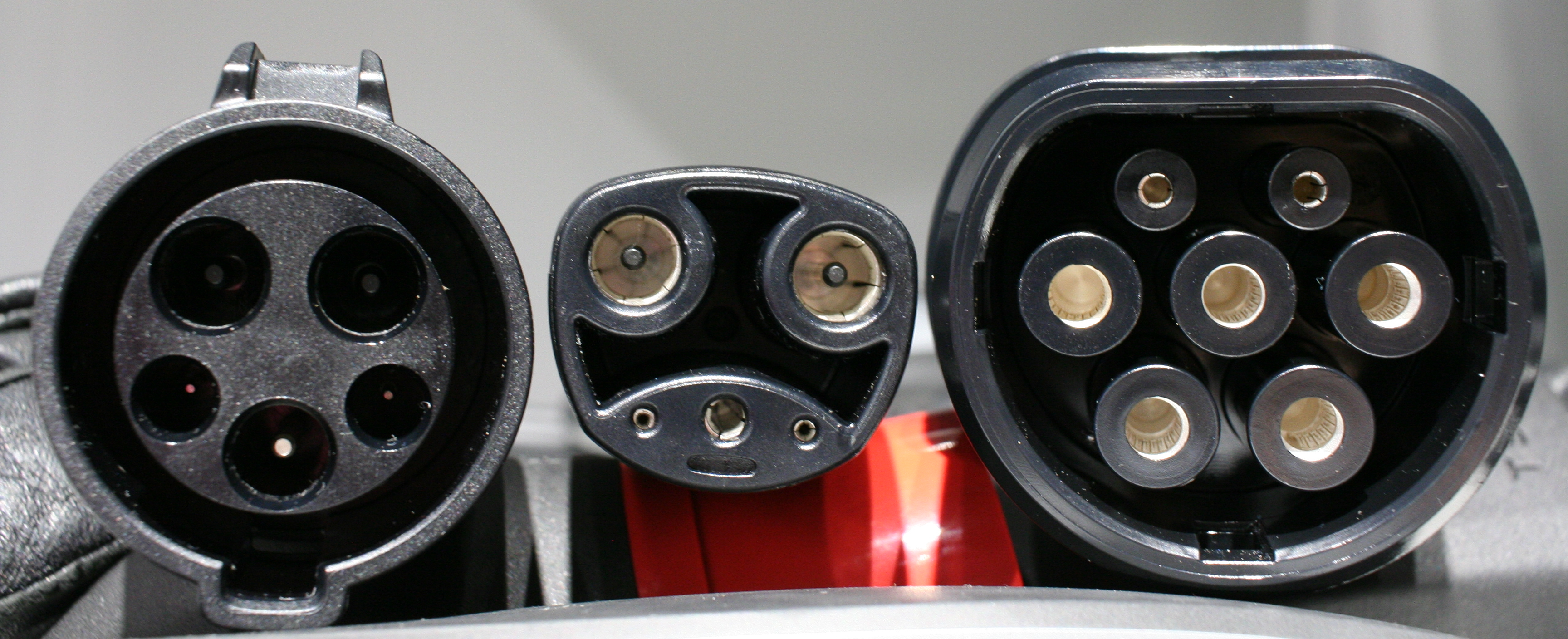
Vergleich SAE J1772 (Typ 1, Fahrzeugseite), NACS (in der Mitte) und Mennekes (Typ 2)

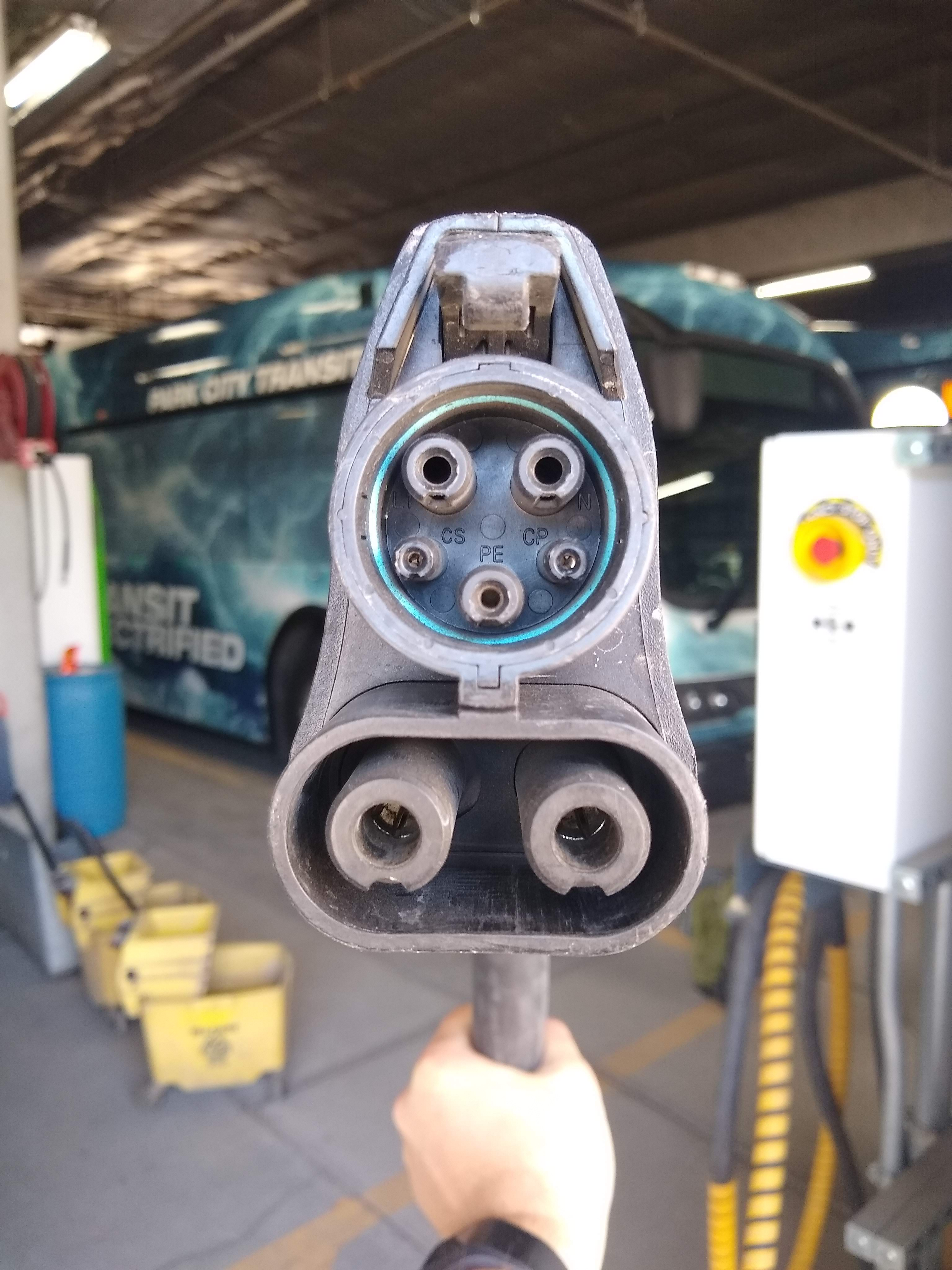
CCS1-Stecker „Frankenplug“ mit manuellem Typ1-Verriegelungshaken oben und DC-Kontakten unten. Die AC-Pins L1 und N sind ohne Kontakte vorhanden

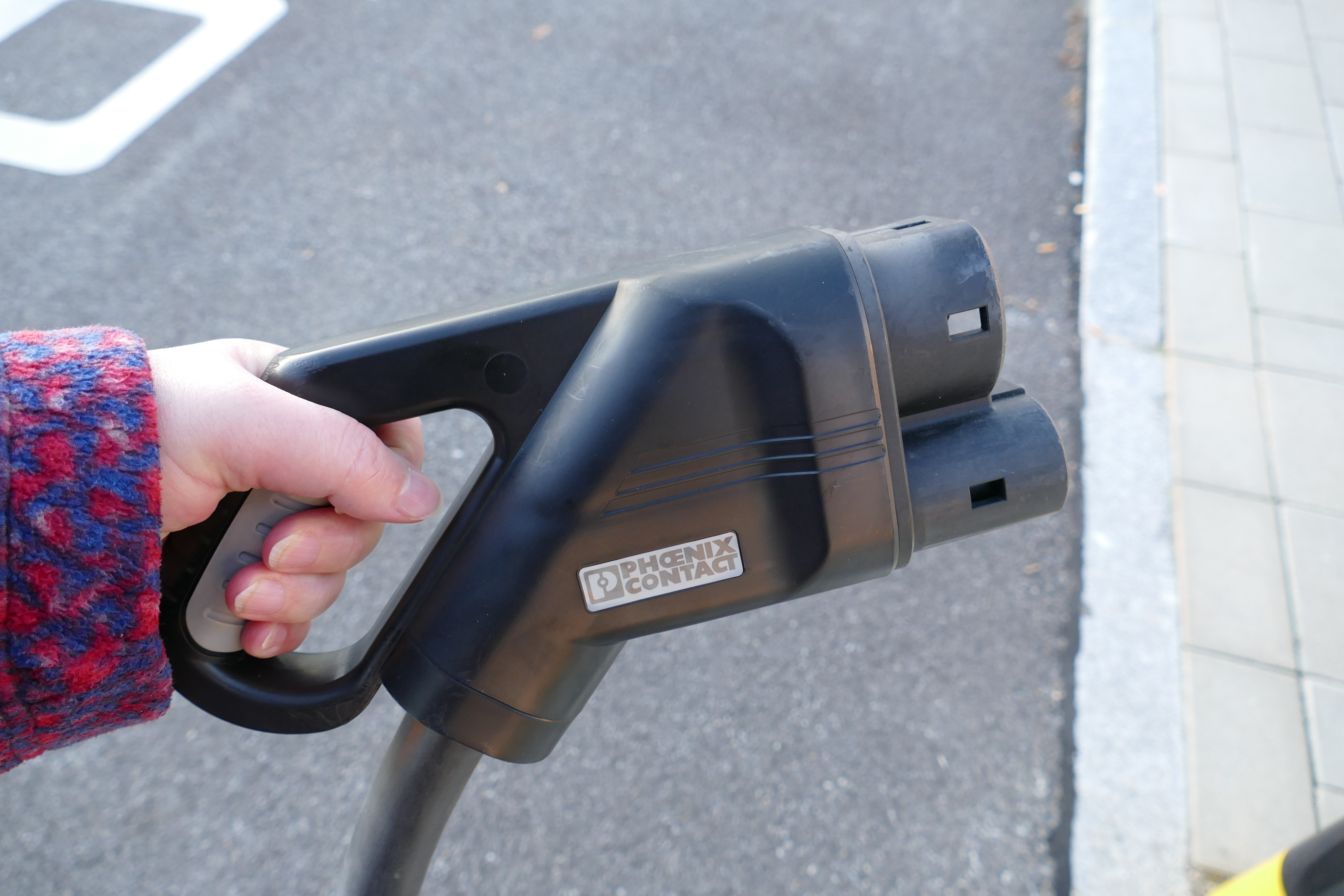
CCS2-Stecker mit Zusatzgriff anstatt direktem Griff am Kabel. Die Verriegelungsöffnungen sind erkennbar

Der North American Charging Standard, wörtlich nordamerikanischer Ladestandard, kurz NACS, ist die von Tesla in Nordamerika seit 2012 im Tesla Supercharger Schnellladenetzwerk und auch beim Laden zuhause und bei „Destination Charging“ wie Hotels eingesetzte Steckverbindung, die nach Freigabe durch Tesla seit 2023 als SAE J3400 herstellerübergreifend normiert wird und von fast allen anderen Elektroauto-Herstellern in Zukunft verbaut werden wird, somit De-facto-Standard wird. Der CCS Anschluss wird in den USA zunehmend vom NACS abgelöst.
Grund für das Angebot seitens Tesla war u. a. Zugang zu Fördergeldern gemäß den Ende 2021 verabschiedeten Gesetzen (Infrastructure Investment and Jobs Act IIJA bzw. Bipartisan Infrastructure Law BIL), Beweggrund für die Annahme seitens der Wettbewerber war die deutlich bessere Anzahl, Verbreitung, Zuverlässigkeit, Handhabung und automatische Freischaltung bei Superchargern im Vergleich zum Angebot an CCS1-Schnellladern. Weitere Motivation ist die kompakte Form des Tesla-Steckers, der kaum dicker ist als das Kabel selbst. Der auf dem SAE J1772 Typ1-Stecker basierende CCS1-Kombistecker dagegen ist eine Kombination aus AC-Teil mit der manuell zu bedienenden Typ1-Hakennase oben sowie hervorstehenden DC-Kontakten unten. Diese Kombination wird oft noch mit einem zusätzlichen Handgriff ausgestattet und ist deutlich größer und schwerer zu handhaben als der in Europa übliche CCS2-Stecker mit fahrzeugseitiger Verriegelung oder das schlanke NACS-Kabel. CCS1 wird oft als „Frankenplug“ abgelehnt.
Da die beiden großen Steckkontakte im Fahrzeug entweder Gleichspannung oder einphasige Wechselspannung übertragen sollen, muss die Erkennung und Verschaltung mit Zusatztechnik im (oder per Adapter am) Auto erfolgen, anstatt wie bei CCS bereits galvanisch getrennt zu sein. NACS und CCS1 erlauben keinen dreiphasigen Drehstrom wie CCS2 bzw. wie die US-Variante SAE J3068 des IEC 62196 Typ 2 obwohl dreiphasiges Laden mit 480 V in den USA im Nutzfahrzeugbereich verbreitet ist. Tesla führte zwar Ende 2023 den Cybertruck mit 800-Volt-Akku ein, das Superchargernetzwerk war aber anfangs noch weitgehend auf ca. 400 V ausgelegt.

## Geschichte
Tesla begann 2012 mit der Errichtung seiner Ladestationen unter dem Namen „Tesla Supercharger“. Statt der japanischen CHAdeMO-Steckverbindung fürs Laden mit Gleichspannung entschloss sich Tesla, eine eigene Steckverbindung zu schaffen. Über die gleiche Buchse am Fahrzeuge kann dabei über Adapter auch mit Wechselspannung geladen werden.
In Europa wurde der Tesla-Stecker an den Superchargern nicht eingesetzt, da die EU-Gesetzgebung auf das Combined Charging System (CCS) normiert hat. Auch die Tesla-Fahrzeuge wurden hier mit dem Combo-2-Steckkontakt ausgerüstet, der ebenso das Laden mit Gleich- und Wechselstrom unterstützt.
Bis 2020 waren die Tesla Schnellladestationen auf die Benutzung durch Fahrzeuge der eigenen Marke beschränkt. Ab November 2021 begann Tesla Schritt für Schritt mit der Öffnung für Fremdmarken. Freischaltung und Bezahlung erfolgen für Nicht-Tesla-Fahrzeuge durch eine Smartphone-App (im Gegensatz zum „Plug&Charge“-Prinzip, das bei Tesla-Fahrzeugen gilt), da Kartenleser und ähnliche Vorrichtungen nicht vorgesehen waren.
Die amerikanische Regierung begann ab 2022 damit, die Errichtung von Schnellladestationen zu fördern (7,5 Milliarden Dollar für 500.000 Ladepunkte). Um davon zu profitieren, war jedoch ein standardisierter Ladestecker verpflichtend. Tesla reagierte darauf und begann ab 2023 an neuen Superchargern in Nordamerika zusätzlich CCS-Stecker zu installieren, die sogenannten „Magic Dock“. Außerdem veröffentlichte Tesla im November 2022 die Spezifikation der bisher proprietären Ladeverbindung, und bot diese zur freien Lizenzierung und möglichen weiteren Standardisierung an.
Die Tesla Supercharger entwickelten nach der Öffnung eine dominierende Stellung beim Schnellladen. Neben der Menge der Ladepunkte spielte auch die Verfügbarkeit und Einfachheit der Freischaltung eine Rolle. Ende Mai 2023 gab Ford bekannt, ab 2025 den Ladeanschluss von Tesla alias NACS in den Fahrzeugen zu verbauen. Zwei Wochen später gab auch General Motors bekannt, das NACS Steckerdesign ab 2025 zu integrieren. Zu diesem Zeitpunkt lag das Verhältnis NACS zu CCS in Nordamerikas Schnellladelandschaft bereits bei 60 zu 40 Prozent. GM und Ford gaben an, die Supercharger in ihre Software zur Planung der Ladestopps ab 2024 zu integrieren.
Die Normierung begann im Juni 2023 und wurde im Juli unter SAE J3400 gelistet. Das Ziel dieser Bemühungen war, die Bezahlfunktion und andere Vehicle-To-Grid-Funktionen herstellerübergreifend sicherzustellen. Bis Juli 2023 folgten dann weitere Hersteller, die auf die NACS-Steckverbindung setzen. Sieben der Hersteller, Ford, General Motors, Mercedes-Benz, Nissan, Polestar, Rivian und Volvo, erklärten im Juli 2023, gemeinsam eine Ladeinfrastruktur mit 30.000 Schnellladepunkten mit Combo-1- und NACS-Anschlüssen in Nordamerika errichten zu wollen.
Der Ladenetzbetreiber Electrify America kündigte im Juni 2023 an, seine bestehenden und zukünftigen Säulen ab 2025 auch mit NACS auszurüsten.
Im Oktober 2023 kündigten weitere Hersteller den Wechsel zu NACS an: BMW, Toyota, Hyundai, Kia, Genesis, Honda, Acura und Fisker. Die Implementierung sollte unterschiedlich zwischen Ende 2024 und Anfang 2026 erfolgen. Im November 2023 schloss sich Subaru an. Im Dezember 2023 kündigte die Volkswagen AG an, dass zukünftige Fahrzeuge der Marken VW, Audi, Porsche und Scout ab 2025 NACS unterstützen werden.

Im Dezember 2023 legte die SAE den Technical Information Report zur Norm J3400 vor (Abschluss der Beratungsphase). Die finale Verabschiedung (Recommended Practice) erfolgte im Dezember 2024, wobei die gleiche Abkürzung NACS nun für SAE's North American Charging System steht. Tesla zog anschließend die eigene Spezifikation 1.1 zurück.
Die zuständige Regierungsbehörde (Joint Office of Energy and Transportation) unterstützte die Normierung und erwartete eine breite Einführung im Jahr 2025.
Im Februar 2024 kündigte dann auch Stellantis an, ab 2025 den neuen Standard J3400 in einigen Modellen zu übernehmen. Im Gegensatz zu anderen Unternehmen meldete es keine Lizenzierung mit Tesla und gab auch keinen Zugang zu Tesla Superchargern bekannt. Seit dem Zeitpunkt verbleibt von den großen Herstellern nur Mitsubishi (ist allerdings Teil von Renault-Nissan) ohne Stellungnahme zum NACS.

## Beschreibung
Die NACS-Spezifikation beschreibt als maximale Gleichspannung 1000 Volt wie sie bei Ultraschnellladern nach CCS 1 und 2 üblich sind. Hinsichtlich Stromstärke bei Gleichspannung macht sie keine Angaben, sondern überlässt es dem Autobauer. Einzige Bedingung seitens NACS ist, dass der Anschluss nicht wärmer wird als 105 °C. Tesla behauptet erfolgreich Ultraschnellladungen mit Stromstärken über 900 A absolviert zu haben, wobei die Ladebuchse, also fahrzeugseitig, nicht flüssigkeitsgekühlt werden musste. Dies würde eine Ladeleistung von 900 kW ergeben. Tatsächlich eingesetzt wurden bisher maximal 500 Ampere bei maximal 500 Volt (entsprechend 250 kW), wobei diese V3 Supercharger mit wassergekühlten Kabeln ausgestattet sind.
Zu beachten ist, dass es eine „500V configuration“ und eine „1000V configuration“ in der Spezifikation 1.1 mit anderen Schutzabständen gibt, sodass die 1000 Volt erst an V4 Superchargern abgerufen werden können, die diese Stecker einsetzen. Ende 2023 zeigte sich in den USA allerdings, dass alle V4 Supercharger an Konverterstationen für V3 hängen, sodass auch der Cybertruck mit 800-Volt-Bordnetz nicht die erweiterte Spezifikation nutzen konnte. Die V4 „Cabinets“ der Tesla Supercharger V4 sind dagegen auf 1200 A ausgelegt, die auch komplett (zumindest kurzzeitig) auf einen der acht angeschlossenen Ladepunkte gelegt werden können. Dies ist insbesondere für den Tesla Semi vorgesehen, womit die Entwicklung mit dem Megawatt Charging System konkurriert. Die verfügbaren Ladekabel für NACS sind mit maximal 375 A (ungekühlt) und maximal 650 A (flüssigkeitsgekühlt) spezifiziert.
Die NACS-Stecker eignen sich außerdem für Wechselspannungsanschlüsse, die mit maximal 80 Ampere bei maximal 277 Volt spezifiziert sind (der obere Wert für Haushalte mit Drehstromanschluss in den USA). Für den verbreiteten Split-Phase-Anschluss (Einphasen-Dreileiternetz) sind es typisch 48 Ampere bei 240 Volt.